# Ziethen (bei Anklam)
Ziethen ist eine Gemeinde in der Mitte des Landkreises Vorpommern-Greifswald in Mecklenburg-Vorpommern. Sie wird seit dem 1. Januar 2005 vom Amt Züssow mit Sitz in Züssow verwaltet und war zuvor Amtssitz des Amtes Ziethen. Sie hat 497 Einwohner (Stand: 31. Dezember 2015).

## Geografie

### Geografische Lage
Ziethen liegt vier Kilometer nördlich von Anklam und etwa 20 Kilometer östlich von Gützkow. Im Süden grenzt die Gemeinde an die Niederung der Peene. Die Hochfläche nördlich von Ziethen liegt ca. gleichmäßig 20 Meter über NN. Südlich von Ziethen neigt sich das Land zur Peeneniederung, einem Urstromtal der letzten Eiszeit, mal sanft, mal steil hinab. Das Peenetal ist eine Flussmoorlandschaft mit bis zu 9 Meter tiefen Torfschichten. Diese wurden noch bis in die 1950er Jahre ausgebeutet, da es sonst außer dem Holz der Wälder keinen Brennstoff gab. Erst in den 1990er Jahren begann man mit der Regenerierung der Moorlandschaft, indem alte Polder beseitigt wurden. Das bedeutete die Stilllegung der Pumpenanlagen, die Öffnung der Deiche und die Sperrung der Abzugsgräben sowie die anschließende Flutung der entpolderten Flächen. Es entstanden die großen Wasserflächen des Menzliner Polders und gegenüber dem Anklamer Stadtbruch. Diese Flachwasserzonen wurden ein Refugium für Wasservögel.

### Gemeindegliederung
| Ortsteile - Ziethen - Jargelin - Menzlin | Wüstungen und Wohnplätze - Plachta (Wüstung) - Nemantewitz (Wüstung) |

Sitz der Gemeinde ist im ehemaligen Amtsgebäude in Ziethen. Dort befindet sich jetzt der Fachbereich Bürgerdienste (Einwohnermeldeamt, Standesamt, Ordnungsamt, Schulverwaltung) des Amtes Züssow seit 2005.

### Nachbargemeinden
Das sind: Klein Bünzow im N, Rubkow im NO, Murchin im O, Anklam (Stadt) im SO, Postlow im S, Stolpe an der Peene im SW und Groß Polzin im W.

## Geschichte

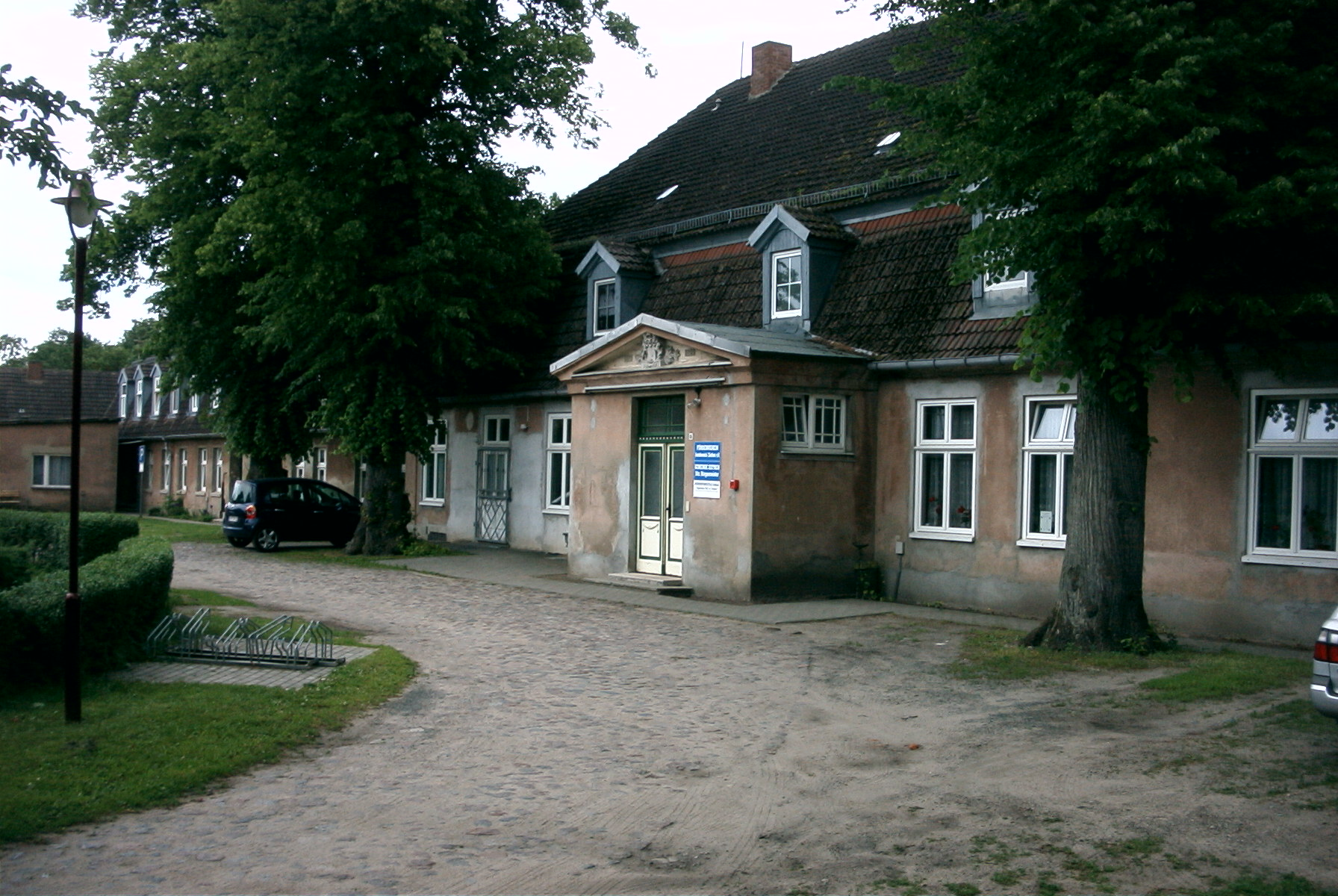
Gutshaus Ziethen

### Ziethen
Südöstlich des Ortes befand sich ein Großsteingrab aus dem Neolithikum (5500 bis 1800 vdZ), leider wurde es im 19. Jahrhundert obertägig durch Steinschläger abgeräumt, zählt aber noch zu den Bodendenkmalen.
Ziethen war eine slawische und frühdeutsche Provinz (terra). Die slawische Herkunft wurde auch durch viele archäologische Funde und Grabungen bestätigt, letztere beim Bau der großen Straßenabzweigung „Redoute“. So bestanden rund um Ziethen 5 slawische Siedlungen, davon westlich eine frühslawische (600 bis 800) und westlich eine früh- bis spätslawische (600 bis 1200), sowie drei spätslawische (1000 bis 1200) Siedlungen. Die genannte Grabung an der Einfahrt zur Redoute brachte wegen der flächenmäßigen Untersuchung positive Ergebnisse mit vielen Funden in einem breit gefächerten Spektrum (z. B. Kastenbrunnen, Werkzeuge, Schmuck, Keramik usw.).
Ziethen wurde als Sitne 1136 erstmals urkundlich erwähnt, als Kaiser Lothar III. dem Bistum Bamberg als Anerkennung für die Bemühungen des Bischofs Otto von Bamberg, das Christentum in Pommern zu verbreiten, Tribute aus dieser Gegend zuwies. Der Name ist vom Ursprung her slawisch und bedeutet Getreideland. In der Papstbulle von 1140 wurde Ziethen als Castrum Sithem genannt. Auch in der Folge waren sehr oft urkundliche Nennungen zu verzeichnen.
In frühdeutscher Zeit verliert sich die Bedeutung als Provinz, wesentlich bleibt die Kirche und dann die entstehende Gutswirtschaft. Die Rittergeschlechter von Buggenhagen, von Lepel und Owstin sind genannt. Am längsten waren es die von Owstin, die von 1485 bis 1779 das Gut besaßen. Es folgten die Kruses und fünf weitere, aber kurzzeitige Besitzer, bis dann 1858 Hellmuth Friedrich Otto Dettlof Graf von Schwerin das Gut erwarb. Der Besitz umfasste zu jener Zeit 617 ha Land.
Ziethen kann man in der Dorfform als Gutsdorf klassifizieren, das Gut dominiert die Ortschaft und an der Ausfallstraße in Richtung Gützkow befand sich die doppelte Landarbeiterkatenzeile. Um Kirche und Kirchhof befanden sich nur das Pfarr- und das Mühlengehöft. 1865 hatte Ziethen 206 Einwohner, 1 Kirche, 1 Schule, 2 weitere öffentliche Gebäude, 19 Wohnhäuser, 3 Fabrikgebäude (Mühle usw.), sowie 20 Wirtschaftsgebäude.
Das Gutshaus wurde 1818 im klassizistischen Stil im Typ des preußisch strengen eingeschossigen Landhauses erbaut. Es erinnert mehr an ein Bauernhaus. Die schmucklose Fassade ist durch herunter gezogene Fenster und Dachgauben gegliedert. Einziger Dekor ist ein Rautenwappen der Familie von Schwerin über dem Eingang.
Nach dem Tod von Helmuth Graf von Schwerin (1817–1882) erbte sein einziger Sohn Curt Detloff Graf von Schwerin (1853–1908) das Gut. Er war zeitweilig Landrat des Kreises Usedom-Wollin und in Tradition des evangelischen Landadels Rechtsritter des Johanniterordens. Curt Detloff Graf von Schwerin war mit der Generalstochter Anna von Puttkamer (1860–1945) verheiratet. Sie hatten fünf Söhne und eine Tochter. Die beiden jüngsten Söhne waren Eberhard Graf von Schwerin (1894–1959) und Gerhard Graf von Schwerin (1899–1980).
Der älteste Sohn, Bernhard Graf von Schwerin (1885–1945), war Volljurist und wurde 1908 letzter Besitzer des 746 ha großen Gutes Ziethen. Zum Gut gehörten zwei Windmühlen und eine noch vorhandene Wassermühle, die durch den gegenüberliegenden Parkteich gespeist wurde.
Bernhard Graf von Schwerin heiratete 1922 Elisabeth Sander, die Tochter eines Berliner Fabrikanten. Im gleichen Jahr wurde das Gutshaus umgebaut und modernisiert sowie ein Musiksaal angebaut und ein Teil des Parks neu gestaltet. Als Hochzeitsgeschenk für seine Frau ließ Bernhard Graf von Schwerin durch den Potsdamer Staudenzüchter und Gartenphilosoph Karl Foerster einen Senkgarten anlegen. Der Garten wurde nach dem Krieg zugeschüttet und soll als Gartendenkmal wiederhergerichtet werden.
Bernhard Graf von Schwerin war neben der Leitung des Gutes ebenfalls als Landrat des Kreises Usedom-Wollin tätig. Er hatte mit seiner Frau Elisabeth drei Töchter und zwei Söhne, die auf Ziethen und in Stettin geboren wurden. Die Familie floh im März 1945, kurz vor dem Einmarsch der Sowjetarmee, nach Schleswig-Holstein.
1945 folgten Enteignung und Aufsiedelung durch die Bodenreform sowie um 1960 der Übergang zur LPG-Wirtschaft und nach 1990 die Privatisierung der Landwirtschaft.
Nach 1945 wurde das Herrenhaus durch die Gemeindeverwaltung, den Kindergarten und den Konsum genutzt. Im Gebäude befinden sich jetzt verschiedene Büros u. a. das Gemeindebüro.
Von den Gutsgebäuden sind nur noch einige erhalten und werden privat genutzt, der Park wurde durch verschiedene Maßnahmen saniert und ist in einem ordentlichen Zustand.
Das Dorf entwickelte sich zum Straßendorf, denn die Siedlungshäuser und Eigenheime entstanden an der B 109 und der L 263. Nach 1990 etablierte sich ein Autohaus, ein Baumarkt und das neu erbaute Amtsgebäude des ehemaligen Amtes Ziethen.
Ziethen hatte am 31. Dezember 2014 konkret 205 Einwohner mit Hauptwohnung und 13 mit Nebenwohnung. Im Folgejahr hatte Ziethen 201 Einwohner mit Hauptwohnung und 13 mit Nebenwohnung.

### Jargelin

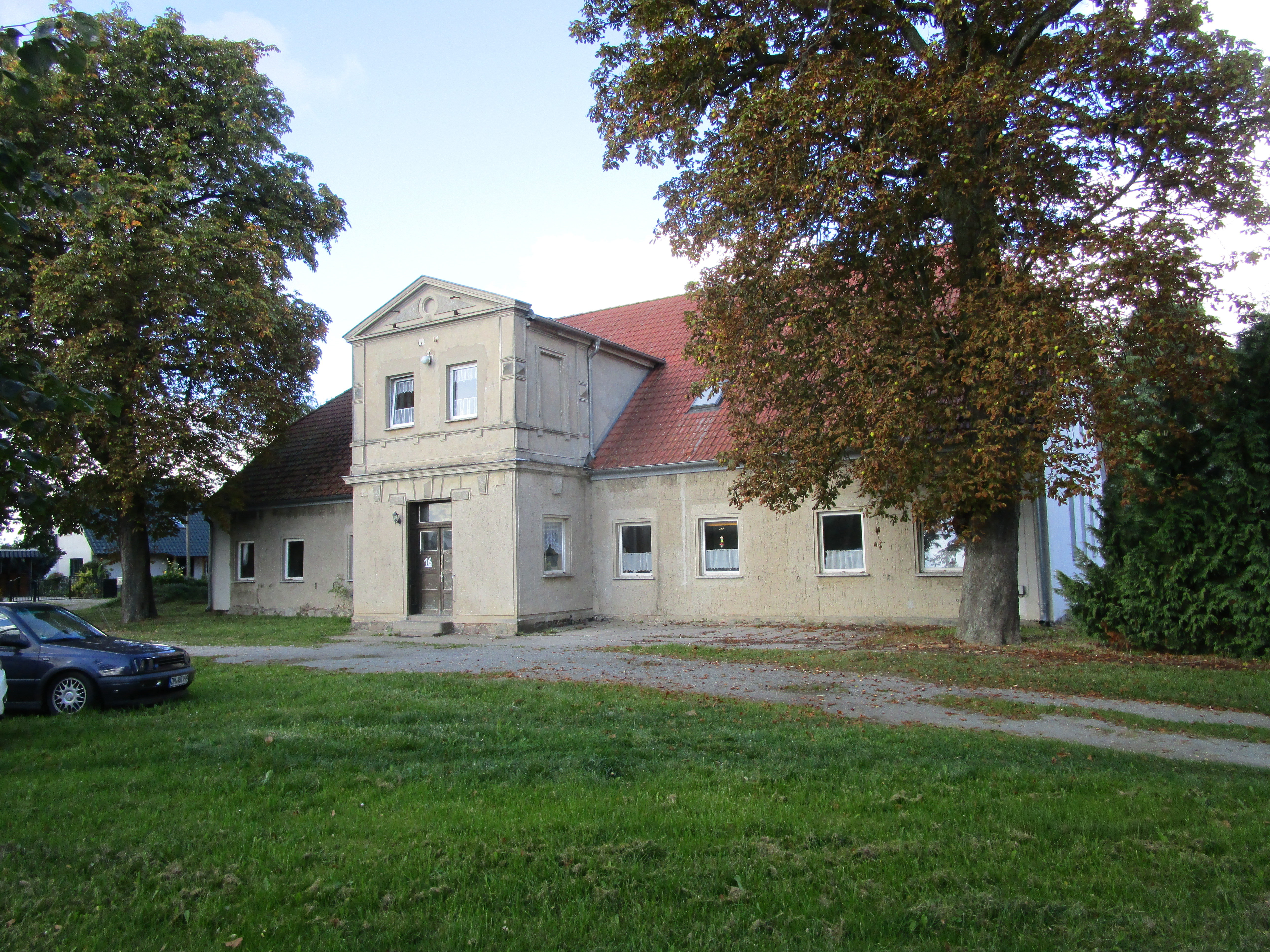
Gutshaus Jargelin

Jargelin wurde 1305 als Ghergelin urkundlich erstmals erwähnt. Erst 1782 setzt sich die Schreibung mit ..J.. durch. Eine Namensdeutung der slawischen Gründung liegt derzeit nicht vor. Jargelin war von der Anlage her ein Gutsdorf mit dem Gut und der Landarbeiterkatenzeile. Vom Gut sind nur noch wenig Relikte vorhanden, das Dorf entwickelte sich nach 1945 zu einem Wohnplatz in der Form einer Sackgassensiedlung.
Über Jargelin gibt es wenig Angaben, da es besitzlich lange Zeit mit Salchow verbunden war, siehe dort (Gemeinde Klein Bünzow). Auf den schwedischen Matrikelkarten von 1739 war Jargelin (Gargelin genannt) zwischen Ziethen und Salchow eingetragen. 1822 wurde es als Rittergut erwähnt. Frühe Eigentümer war die weniger bekannte Adelsfamilie von Krauthoff, denen auch Salchow gehörte. Das Gut Jargelin kam bereits 1808 durch Heirat der Friederike von Krauthoff-Salchow (1786–1862) mit Heinrich Karl von Below-Wendhof. 1821 erbte an Karl Friedrich Heinrich von Below, dessen Bruder Eduard Friedrich Wilhelm zur gleichen Zeit das nahe gelegene Gut Salchow erhielt.
Jargelin hatte 1865 genannt 81 Einwohner, darunter 1 Pächter mit 8 Angehörigen, 1 Verwalter, 5 Knechte und 5 Mägde, 17 männliche und 17 weibliche Tagelöhner, sowie 4 Dienstleute der Herrschaft. An Gebäuden waren vorhanden: 1 öffentliches Gebäude, 6 Wohnhäuser und 11 Wirtschaftsbauten.
Nächster Erbe auf dem 356 ha großen Gut Jargelin wurde zur späteren Mitte des 19. Jahrhunderts der gleichnamige Heinrich jun. von Below (1837–1911), liiert mit Louise von Wolffradt, dann im Minorat Georg von Below (1871–1940), verheiratet mit Marie Frentz. Kurzzeitig in Jargelin wohnhaft war aus einer Belowschen Jargeliner Familiennebenlinie der Oberst der Preußischen Armee und chilenischer Oberstleutnant Günther von Below (1868–1933), verheiratet mit der entfernten Cousine Mathilde von Below-Jargelin (1875–1937). Ihr jüngerer Sohn war Nicolaus von Below (1907–1983). Dieser war durch die Herkunft der Mutter in Jargelin geboren und dann nachfolgend Oberst der Luftwaffe und von 1937 bis 1945 persönlicher Luftwaffenadjutant von Adolf Hitler. Mit der eigentlichen Betreuung des Gutes hatte dies aber keinen Kontext.
Das Gut Jargelin wurde phasenweise von Verwaltern bewirtschaftet, mit Inspektor Müller an der Spitze. Die Gutsgröße ist mit 345 ha nachgewiesen. Es wurde ein intensiver landwirtschaftlicher Betrieb mit u. a. 450 Schafen, 350 Schweinen und gesamt 110 Stück Rindvieh unterhalten. Zum Rittergut gehörte etwa 7 ha Waldbesitz. Letzter Eigentümer von Jargelin war Hans-Georg von Below, vormals Pächter der Güter Priemen bei Liepen. Er lebte in den Nachkriegsjahren mit seiner Frau Hilda Kolbe und den sämtlich in Greifswald geborenen Kindern bei Bremen. Die Familie von Below war von 1783 bis 1945, also 162 Jahre, im Grundbesitz in Jargelin.
In der Bodenreform wurde das Gut enteignet und an Flüchtlinge und Vertriebe vergeben. Das Gut wurde aufgeteilt. Es entstanden 10 Neubauernstellen, die später Mitglied in der LPG wurden. Nach 1945 diente das Gutshaus als Flüchtlingsunterkunft. Im Haus wurde ein Kulturraum für die Dorfbewohner eingerichtet. Später entstanden für 7 Familien Wohnungen.
Das Gutshaus ist gut erhalten und wurde restauriert. Der einstöckige klassizistische Bau hat in der Mitte einen Vorbau mit einem Erker. Der gesamte Eingangsbereich ist verändert worden. Insbesondere die Fenster und die Sandsteinverblendung sind geändert oder entfernt worden. Das Haus ist verputzt.
Jargelin hatte am 31. Dezember 2014 nachweisbar 74 Einwohner mit Hauptwohnung und 3 mit Nebenwohnung. und am 31. Dezember 2015 mit Hauptwohnung 76 Einwohner und 4 mit Nebenwohnung.

### Menzlin
Menzlin wurde als „Manzelina“ 1231 erstmals genannt.
Am 1. Juli 1950 wurde Menzlin eingemeindet. Menzlin hatte am 31. Dezember 2014 206 Einwohner mit Hauptwohnung und 8 mit Nebenwohnung und am 31. Dezember 2015 195 Einwohner mit Hauptwohnung und 8 mit Nebenwohnung.

### Plachta (Wüstung)
Plachta wurde als solches 1226 urkundlich bis 1305 genannt. Es ist nicht genau lokalisiert – es war auf einer Hochfläche bei Menzlin, hin zur Peene. Der Name wird mit „abgeteiltes Feldstück“ gedeutet. Der Hof gehörte zum Kloster Stolpe, daneben lag der Ort „Plachta Villa“ lt. PUB. Es soll aber nicht die bekannte slawisch-wikingische Siedlung „Altes Lager“ oder „Peeneberg“ sein.

### Nemantewitz (Wüstung)
Nemantewitz wurde als solches erstmals 1178 urkundlich genannt. Die Beurkundungen gehen aber nur bis 1179. Die Lage ist nicht exakt zu ermitteln, wird aber vom PUB als im Lande Ziethen gelegen angegeben. Der Name ist nicht gedeutet, wird aber als slawischer Personennamen vermutet.

## Politik

### Gemeindevertretung und Bürgermeister
Der Gemeinderat besteht (inkl. Bürgermeister) aus 6 Mitgliedern. Die Wahl zum Gemeinderat am 26. Mai 2019 hatte folgende Ergebnisse:
| Partei/Bewerber                                    | Prozent | Sitze |
| -------------------------------------------------- | ------- | ----- |
| Allgemeine Wählergemeinschaft der Gemeinde Ziethen | 49,94   | 3     |
| CDU                                                | 29,42   | 2     |
| Freie Wähler Menzlin 2019                          | 15,18   | 1     |

Bürgermeister der Gemeinde ist Werner Schmoldt (CDU), er wurde mit 69,42 % der Stimmen gewählt.

### Wappen, Flagge, Dienstsiegel
Die Gemeinde verfügt über kein amtlich genehmigtes Hoheitszeichen, weder Wappen noch Flagge. Als Dienstsiegel wird das kleine Landessiegel mit dem Wappenbild des Landesteils Vorpommern geführt. Es zeigt einen aufgerichteten Greifen mit aufgeworfenem Schweif und der Umschrift „GEMEINDE ZIETHEN * LANDKREIS VORPOMMERN-GREIFSWALD“.

## Sehenswürdigkeiten

### Bauwerke

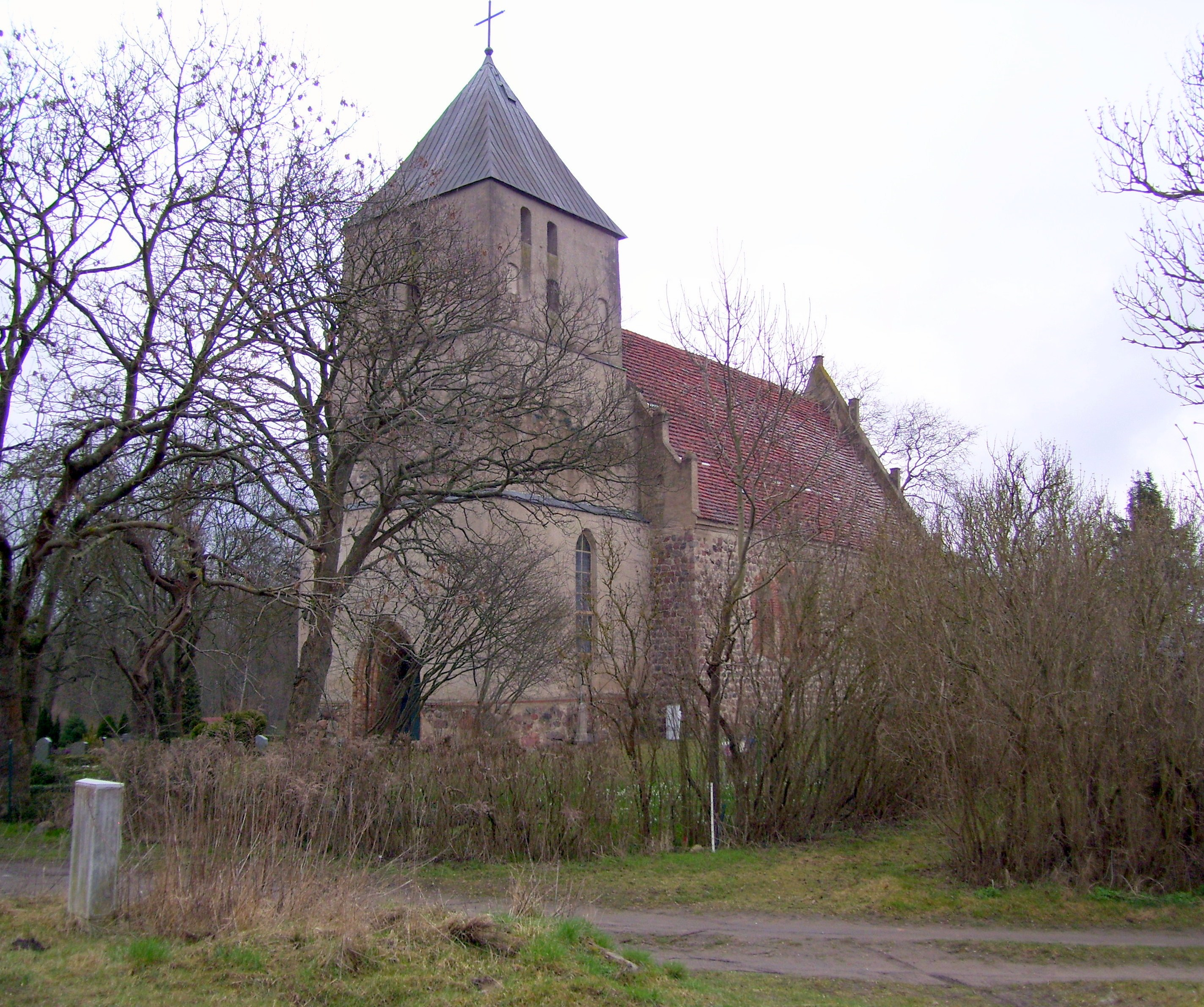
Marienkirche in Ziethen

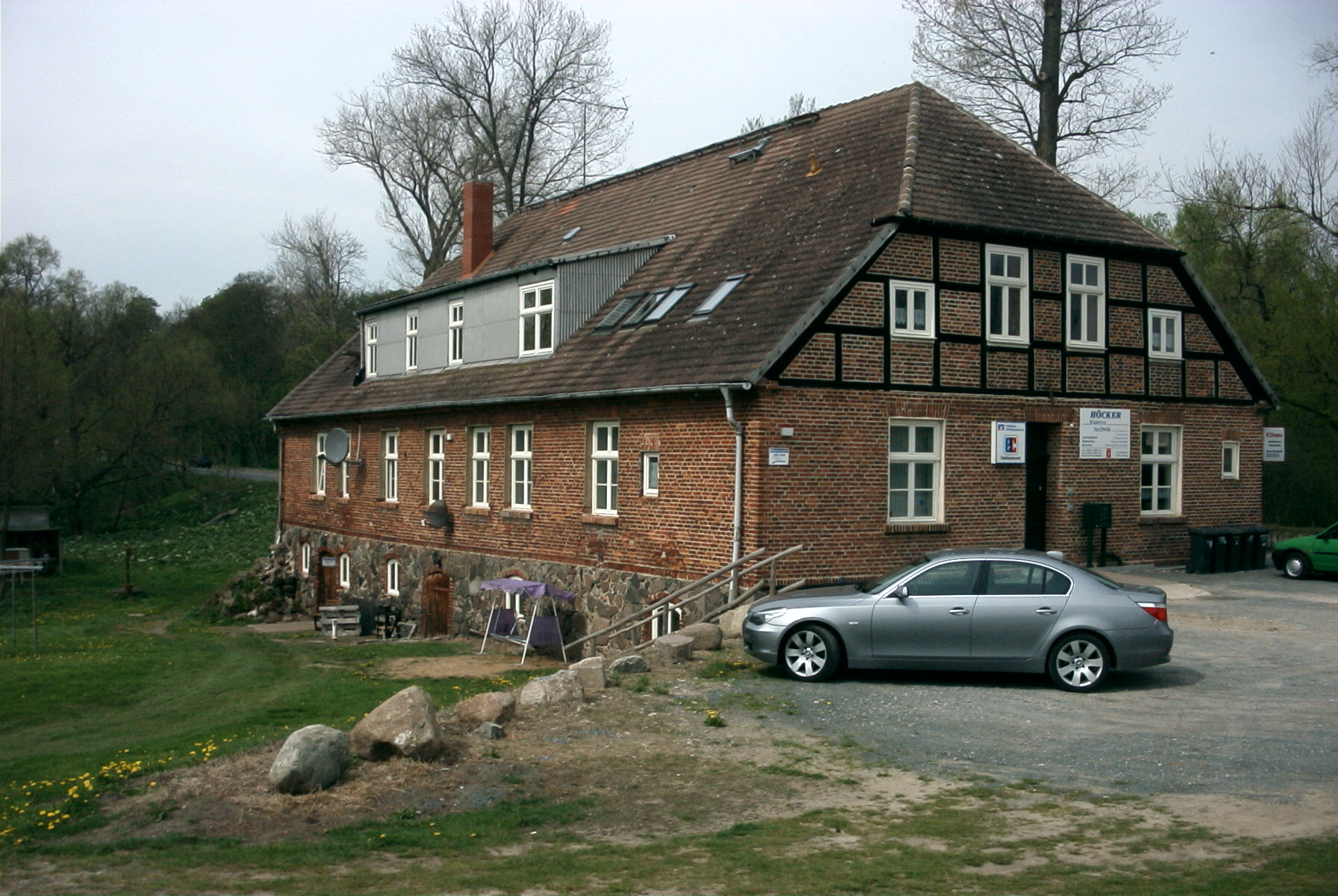
Wassermühle Ziethen

- Die Kirche St. Marien – Feldsteinkirche des 13. Jahrhunderts.
- Gutsanlage mit Gutshaus, Wirtschaftsgebäuden und Park mit Teich (auch Mühlteich) in Ziethen
- Wassermühle in Ziethen
- Gutshaus Jargelin
- Reste der Gutsbauten in Menzlin

### Grünflächen und Naherholung
- Der touristische Höhepunkt der Gemeinde ist das „Alte Lager“ nahe Menzlin, eine ausgedehnte Handelssiedlung der Slawen und Wikinger mit einer auf deutschem Boden einzigartigen Bootsgräberanlage.
- Der Menzliner Polder, ein gefluteter Polder zur Torf-Moor Regenerierung. Mit Aussichtsplattformen auf die Brut- und Rastkolonie der Wasservögel, sowie (wenn man Glück hat) auf die ansässigen Biber oder die noch selteneren Ottern.
- Kanu- und Floßverleih am Menzliner Kanal

### Kultur
Die Gemeinde ist Mitglied des Vereins der „Vorpommersche Dorfstraße“. Ein Schwerpunkt des kulturellen und touristischen Vereins ist das „Alte Lager“ bei Menzlin.

## Wirtschaft und Infrastruktur

### Unternehmen
Die Gemeinde ist wie die ganze Umgebung landwirtschaftlich geprägt. Aber auch gewerbliche Betriebe sind besonders in Ziethen, aber auch in den OT vertreten.

### Verkehr
Durch den nordöstlichen Teil der Gemeinde verläuft die Bundesstraße 109, die nach der kreuzungsfreien Abzweigung (Redoute) zur Bundesstraße 110 zur Insel Usedom weiter an der östlichen Gemeindegrenze nach Anklam verläuft. In westlicher Richtung verläuft die Landesstraße 263 nach Gützkow, wo sich der nächste Anschluss zur BAB 20 befindet. Weitere Verbindungen erfolgen durch Kreis- und Gemeindestraßen.
Ziethen liegt an der Bahnstrecke Angermünde–Stralsund, besitzt an ihr jedoch keinen Haltepunkt. Bahnanschluss besteht in Anklam, Klein Bünzow und Züssow.

## Persönlichkeiten
- Nicolaus von Below (1907–1983), deutscher Oberst der Luftwaffe, von 1937 bis 1945 persönlicher Luftwaffenadjutant von Adolf Hitler; geboren auf Gut Jargelin